# Ю-Чаб'я
Ю-Чаб'я́ (рос. Ю-Чабья) — присілок в Кезькому районі Удмуртії, Росія.
Населення — 91 особа (2010; 111 в 2002).
Національний склад станом на 2002 рік:
- удмурти — 97 %

Урбаноніми:
- вулиці — Садова, Ю-Чаб'їнська